# Aculepeira lapponica
Aculepeira lapponica is een spinnensoort in de taxonomische indeling van de wielwebspinnen (Araneidae).
Het dier behoort tot het geslacht Aculepeira. De wetenschappelijke naam van de soort werd voor het eerst geldig gepubliceerd in 1945 door Herman Theodor Holm.